# Arneis
Arneis är en grön vindruva från Piemonte i norra Italien. På senare tid har denna druva uppmärksammats på egna meriter i viner gjorda enbart på denna. Tidigare har den oftast använts för att komplettera och mjuka upp den traditionella piemontiska druvan Nebbiolo.
Druvan är ökänt svårodlad och krävande för vinodlaren. Namnet Arneis betyder en svår och krävande person på den lokala piemontiska dialekten. 
Doften från druvan är en väldigt speciell parfymerad doft av persika, mandel, och humle. Tack vare modern vinodlinsteknik har man också kunnat ge vinerna god struktur och balanserad syra vilket tidigare varit ett problem.
Även i Australiska viner samt i Oregon, USA har druvan börjat förekomma. 

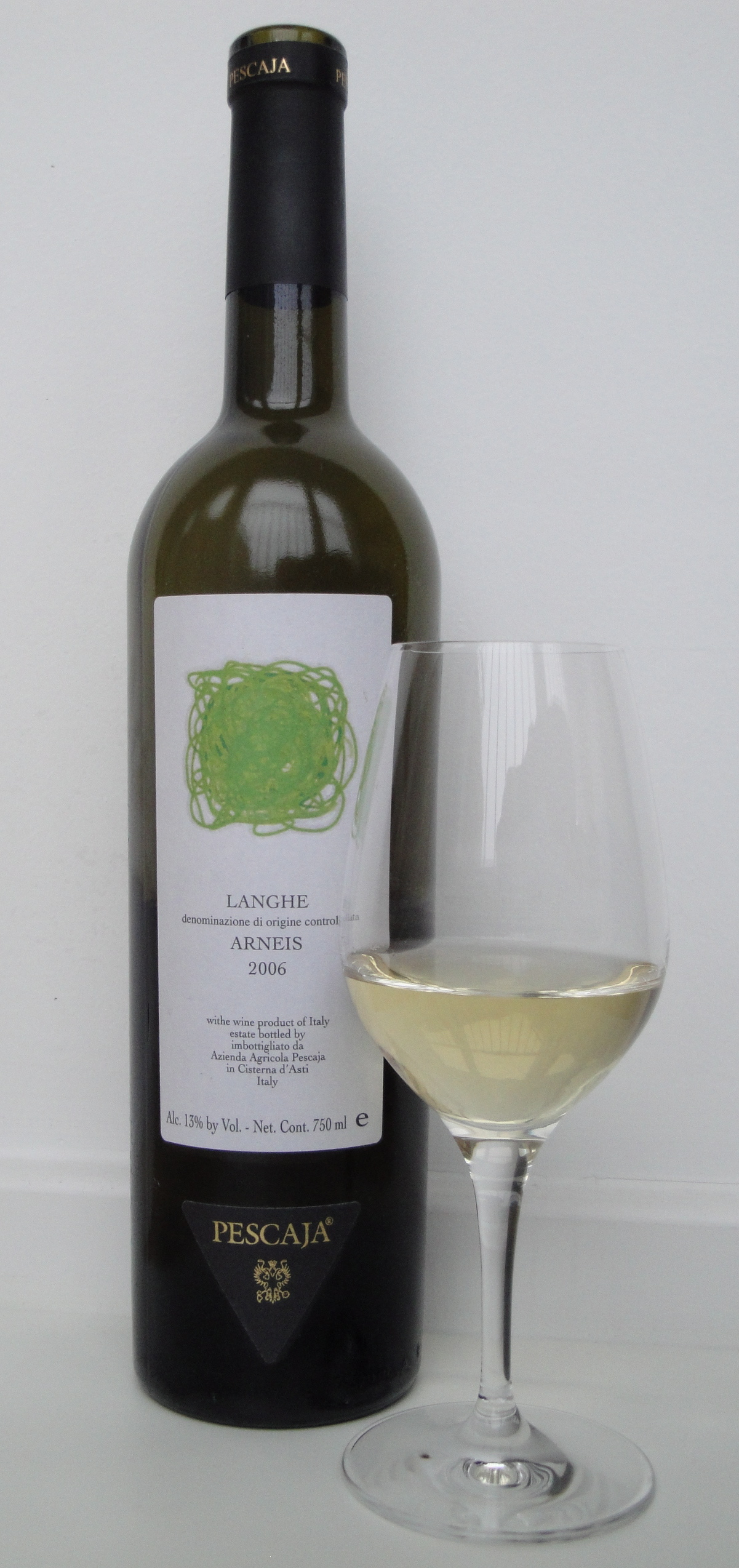
Langhe Arneis.